# 13 settembre
Il 13 settembre è il 256º giorno del calendario gregoriano (il 257º negli anni bisestili). Mancano 109 giorni alla fine dell'anno.

## Eventi
- 585 a.C. - Il re di Roma Tarquinio Prisco celebra un trionfo per aver respinto efficacemente un attacco dei Sabini alla città
- 509 a.C. - Il console romano Marco Orazio Pulvillo inaugura il Tempio di Giove Ottimo Massimo sul Campidoglio
- 533 - Il generale bizantino Belisario sconfigge i Vandali guidati da Gelimero nella battaglia di Ad Decimum
- 1229 - Ögödei, figlio di Gengis Khan, viene proclamato Khan dell'Impero mongolo
- 1437 - Guerre marocchino-portoghesi: il Regno del Portogallo attacca il Sultanato del Marocco dando inizio all'assedio di Tangeri, conclusosi senza successo dopo un mese
- 1440 - Il nobile francese Gilles de Rais riceve un mandato di comparizione dal tribunale ecclesiastico di Nantes
- 1513 - Il marchese di Godiasco Bernabò Malaspina viene decapitato in piazza a Voghera
- 1541 - Il riformatore protestante Giovanni Calvino si stabilisce definitivamente a Ginevra
- 1743 - Gran Bretagna, Austria e Regno di Sardegna firmano il trattato di Worms
- 1759 - Guerra dei sette anni: nel teatro nordamericano viene combattuta la decisiva battaglia di Québec, vinta dai britannici che strappano il Canada alla Francia
- 1791 - Il re di Francia Luigi XVI accetta la nuova costituzione attraverso un messaggio all'Assemblea nazionale costituente
- 1813 - I britannici falliscono il tentativo di conquistare Baltimora (Maryland). È il punto di svolta della guerra del 1812
- 1847 - Il generale statunitense Winfield Scott conquista Città del Messico, nel corso della guerra messico-statunitense
- 1862 - Guerra di secessione americana: soldati unionisti trovano i piani di battaglia di Robert E. Lee in un campo fuori Frederick (Maryland)
- 1867 - La Galleria Vittorio Emanuele II viene inaugurata a Milano; i lavori di completamento finiranno però nel 1877
- 1898 - Hannibal Goodwin brevetta la pellicola fotografica in celluloide
- 1906 - Primo volo aereo in Europa
- 1908 - Perù: si inaugura la ferrovia del Cusco
- 1918 - A Weesp, nei Paesi Bassi, una sciagura ferroviaria causa la morte di 41 persone
- 1922
  - Incendio di Smirne, detto anche "genocidio dei greci d'Asia Minore": i turchi di Kemal Ataturk appiccano il fuoco al quartiere cristiano di Smirne e sterminano i greci che abitavano la città sin dalla sua fondazione; migliaia saranno i morti e più di un milione i profughi che fuggiranno alla volta di Atene.
  - Nella città libica di El-Azizia viene registrata una temperatura errata di 58 °C, che per 90 anni è stata ritenuta erroneamente la temperatura più alta della Terra: ufficialmente è stata stimata una sovrastima di almeno 7 °C rispetto alla temperatura effettiva[1]
- 1940
  - Bombe tedesche colpiscono Buckingham Palace
  - L'Italia invade l'Egitto durante la Campagna del Nordafrica
- 1943 - Chiang Kai-shek viene eletto presidente della Repubblica Cinese
- 1944 - Seconda guerra mondiale: le truppe tedesche arrestano il questore di Fiume Giovanni Palatucci, per aver salvato quasi cinquemila ebrei falsificandone i documenti
- 1948 - Margaret Chase Smith viene eletta senatrice, divenendo la prima donna statunitense ad aver servito sia alla Camera dei rappresentanti che al Senato
- 1956 - Viene chiusa la diga attorno al polder olandese di East Flevoland
- 1968
  - La magistratura romana sequestra il film di Pier Paolo Pasolini Teorema per oscenità: il film era stato premiato dall'OCIC (Office Catholique International Cinématographique).
  - L'Albania esce dal Patto di Varsavia
- 1970 - Prima edizione della Maratona di New York
- 1971 - La polizia di stato e la Guardia Nazionale fanno irruzione nella prigione di Attica per porre fine ad una rivolta. L'assalto provocherà 42 vittime
- 1974 - L'Aia: l'Ambasciata francese viene presa in ostaggio da membri dall'Armata Rossa Giapponese.[senza fonte]
- 1979 - Il Sudafrica concede l'indipendenza all'"homeland" di Venda (non riconosciuta al di fuori del Sudafrica)
- 1982
  - Il Parlamento italiano approva la legge Rognoni-La Torre che introduce il reato di associazione a delinquere di stampo mafioso.
  - Ginevra: viene arrestato il venerabile Licio Gelli, Gran Maestro della loggia massonica P2
  - Principato di Monaco: la principessa Grace Kelly rimane gravemente ferita in un incidente stradale in cui riporta due emorragie cerebrali, una prima lieve ed una seconda più grave: muore l'indomani all'età di 52 anni senza mai aver ripreso conoscenza
- 1985 - Esce in Giappone Super Mario Bros. il che pone fine alla crisi dei videogiochi e segna l'inizio dell'era di Nintendo
- 1987 - Incidente di Goiânia: un oggetto radioattivo viene rubato da un ospedale abbandonato di Goiânia, in Brasile, contaminando diverse persone nelle settimane successive. Alcune moriranno per avvelenamento da radiazioni
- 1988 - L'uragano Gilbert è il più forte uragano registrato nell'emisfero occidentale (in base alla pressione barometrica)
- 1989 - Desmond Tutu guida la più grande marcia anti-Apartheid svoltasi in Sudafrica
- 1990 - Andrei Chikatilo viene accusato dell'omicidio di 53 persone a Rostov, in Russia
- 1993 - Primo accordo Israele-Palestina. Ai palestinesi viene concesso un autogoverno limitato nella Striscia di Gaza ed a Gerico
- 1994 - La sonda Ulysses sorvola il polo sud del Sole
- 2007 - La Dichiarazione dei diritti dei popoli indigeni è adottata dalle Nazioni Unite.

## Nati
Ci sono circa 1 100 voci su persone nate il 13 settembre; vedi la pagina Nati il 13 settembre per un elenco descrittivo o la categoria Nati il 13 settembre per un indice alfabetico.

## Morti
Ci sono circa 470 voci su persone morte il 13 settembre; vedi la pagina Morti il 13 settembre per un elenco descrittivo o la categoria Morti il 13 settembre per un indice alfabetico.

## Feste e ricorrenze

### Civili
Nazionali:
- Russia - Giorno dei programmatori

### Religiose
Cristianesimo:
- San Giovanni Crisostomo, vescovo e dottore della Chiesa
- Dedicazione delle basiliche di Gerusalemme
- Sant'Amato di Remiremont, abate
- Sant'Amato di Sion, vescovo
- San Bernardo pellegrino
- Sant'Emiliano di Valence, vescovo
- Sant'Evanzio di Autun, vescovo
- San Giuliano di Galazia, martire
- San Lidorio di Tours, vescovo
- San Marcellino di Cartagine, martire
- San Maurilio di Angers, vescovo
- San Venerio eremita
- Beato Aurelio Maria Villalon Acebron, lasalliano, martire
- Beato Claudio Dumonet, martire
- Beata Maria di Gesù López de Rivas Martínez, carmelitana

Religione romana antica e moderna:
- Idi (Feriae Iovi)
- Natale di Giove Ottimo Massimo Capitolino
- Epulum Iovis, dedicato a Giove, Giunone e Minerva